# Timskär, Vårdö
Timskär är en ö i kommunen Vårdö på Åland (Finland). Den ligger i den östra delen av landskapet, 40 km nordost om huvudstaden Mariehamn.
Timskär ligger precis söder om Simskäla och färjefäset för vägfärjan mellan Simskäla och Sandö ligger på Timskär. En 200 meter lång vägbank förbinder Timskär med Simskäla.